# Bot od Bajne
Bot od Bajne (Both de Bayna), ugarska plemićka obitelj. U Hrvatskoj djelatni u XV. i XVI. stoljeću. Najistaknutiji odvjetci: hrvatski banovi Ivan (1493.) i Andrija (1504. – 07.), koji je ujedno upravljao kraljevskim uporištima u Senju, Otočcu i Primorju. Zajedno s knezom Bernardinom Frankapanom ratovao protiv Mlečana, napadao Krk i zauzeo Rijeku. Izdavao glagoljske listine.

## Povezani članak
- Bajnski dvori